# Connected
「Connected」（コネクティッド）は、日本の歌手・浜崎あゆみのヨーロッパでの1枚目のシングル。
2003年4月7日にドイツのDrizzly Recordsにより、ドイツ、スペイン、ベルギーでAyu名義でリリースされた。

## 解説
本作品は、プロデューサーであるフェリー・コーステンによる、自身のプロジェクトEast West名義での未発表楽曲「The Love I Lost」が原曲である。デモテイクをレコード会社に送付したところ、浜崎の楽曲として採用された。
浜崎はインタビューにて、「もし彼（フェリー）がこの曲の意味を尋ねることがあったら、コーラス部分の歌詞を伝えて」と語った。実際には、フェリーにはレコード会社から日本語の歌詞やその翻訳、発音、音節までが書かれた印刷物が送付されていた。
日本盤では2002年発売の4thアルバム『I am...』に収録された。日本盤のシングルは発売されていない。
アニメーションのミュージック・ビデオが存在している。
シングルに収録されている楽曲はすべて「Connected」だが、リリースされた各国によって収録されているリミックスがそれぞれ異なる。

## 収録曲
作詞：ayumi hamasaki / 作曲・編曲：Ferry Corsten

### ベルギー
CD
1. Connected "Radio Edit"
2. Connected "Push Radio Edit"
3. Connected "Ambient Mix"

アナログ盤
1. Connected "Extended Ferry Corsten Remix"
2. Connected "Ambient Mix"
3. Connected "Push Club Mix"
4. Connected "Push Instrumental Dub"

### ドイツ
CD
1. Connected "Radio Edit" [3:23]
2. Connected "Talla 2XLC Radio Edit" [3:51]
リミックスアルバム『ayumi hamasaki RMX WORKS from Cyber TRANCE presents ayu trance 3』にも収録されている。
3. Connected "Push Radio Edit" [4:42]
コンピレーションアルバム『Cyber X #01』にも収録されている。
4. Connected "Talla 2XLC Instrumental Remix" [7:06]
5. Connected "Push Instrumental Dub Remix" [8:09]
6. Connected "Long Instrumental" [5:50]
7. Connected "Ambient Mix" [5:23]

アナログ盤
1. Connected "Push's Instrumental Dub Remix"
2. Connected "Ferry Corsten Extended 12" Mix"
3. Connected "Ferry Corsten Instrumental Mix"
4. Connected "Push Club Mix"

## 収録アルバム
- Connected
  - 『I am...』(Ferry Corsten / system F radio mix)
  - 『Cyber TRANCE presents ayu trance 2』(Ferry Corsten / system F mix)
- Connected "Push remix"
  - 『Cyber X #01』(Cyber Xのコンピレーションアルバム)
  - 『Cyber TRANCE presents ayu trance 2 -COMPLETE EDITION-』
- Connected "Talla 2XLC remix"
  - 『ayumi hamasaki RMX WORKS from Cyber TRANCE presents ayu trance 3』
- Connected "Ferry Corsten / system F Ambient mix"
  - 『Cyber TRANCE presents ayu trance 2 -COMPLETE EDITION-』

## 収録ライブ映像
- Connected
  - 『ayumi hamasaki COUNTDOWN LIVE 2001-2002 A』(ayumi hamasaki COMPLETE LIVE BOX A)
  - 『ayumi hamasaki PREMIUM SHOWCASE 〜Feel the love〜』